# Daniel Tupý
Daniel Tupý (26. srpna 1984 Martin – 4. listopadu 2005 Bratislava) byl student Filozofické fakulty Univerzity Komenského v Bratislavě, který byl zavražděn na Tyršově nábřeží v Bratislavě. Jeho případ není ani po letech uzavřen.

## Vražda
Útok se udál v pátek, 4. listopadu 2005 na Tyršově nábřeží. Osmičlennou skupinu zezadu napadlo asi 15 lidí. Útok měl trvat asi minutu. I když policie na místo dorazila už za tři minuty, udělala několik chyb: po útočnících nepátrala hned. Po útoku zůstalo 6 lidí zraněno, z toho jeden vážně. Daniel Tupý podlehl osmi bodným zraněním.

## Vyšetřování, stíhání a dopad vraždy
V listopadu média a rodina zavražděného nabídli odměnu 400 000 korun tomu, kdo pomůže vraha vypátrat.
V roce 2006 se pracovalo s hypotézou, že za vraždou stáli skinheadi.
Do února 2006 policie vyslechla desítky osob, zajistila několik zbraní a „několik stovek bezpečnostních akcí ve vybraných hostincích, v nichž se setkávají zájmové osoby policie. Častokrát však šlo o místa setkávání subkulturní mládeže.“ V roce 2006 verzi neonacistického útoku potvrdil i Robert Kaliňák. Vyšetřování bylo nestandardně otevřeno veřejnosti. Tehdejší ministr vnitra Vladimír Palko o průběhu vyšetřování na žádost poslanců vystoupil v parlamentu. Později se pracovalo s verzí, že za vraždou stálo podsvětí, které mělo mít napojení na neonacistické skupiny. V únoru 2008 bylo oznámeno, že policie vraha našla a z vraždy obvinila Richarda H. V květnu 2008 byl příslušníky Úřadu boje proti organizované kriminalitě zadržen a do vazby vzat Karel P., který měl ovlivňovat korunního svědka případu. 1. října toho roku Krajský soud rozhodl, že z vazby propustí dva zadržené obviněné z ublížení na zdraví, Jana S. a Davida V. Hlavní podezřelý Richard H. zůstal ve vazbě.
Hlavní líčení s obviněnými se začalo 26. ledna 2006 na Okresního soudu Bratislava I. 11. června 2006 hlavní svědek případu odmítl vypovídat a popřel svá slova z přípravného řízení. V červnu 2009 zbavil okresní soud pět podezřelých obvinění. Obžaloba měla být nedostatečně připravena. Vyšetřovatelům chyběly důkazy, ale soud přesto proběhl. Obětem se nepodařilo identifikovat pachatele a ani nebyl určen člověk kterému patřila DNA stopa na nalezeném boxeru. I když obvinění souhlasili s použitím detektoru lži, soudce tento krok nepovolil. Prokuratura se proti rozsudku neodvolala a ten nabyl právní moci. V listopadu 2010 byl rozpuštěn vyšetřovací tým, který na případu pracoval od září 2007. 24. srpna 2012 bylo vyšetřování zastaveno rozhodnutím vyšetřovatele.
Dle Michala Havrana, „[vražda] zmrzačila jednu generaci. Ostatní dorazila neschopnost úřadů zatknout a postavit před soud ty, kteří to udělali. Útok na Daniela nebyl pouze takovou, jak říká přítel vyšetřovatel ‚náhodnou smrtí‘, za kterou si může téměř sama oběť tím, že byla v ‚špatném čase na špatném místě‘.“

## Vzpomínkové akce
Několik dní po smrti, 8. listopadu 2005 bylo Tupému věnováno představení Vlasy v bratislavské Nové scéně. O den později se na Hodžově náměstí v Bratislavě konala akce na připomenutí smrti a odsouzení neonacismu. Zúčastnilo se jí kolem 5 000 lidí, z politiků ale jen tehdejší předseda NR SR Pavol Hrušovský. Následující den byl Daniel Tupý pohřben v Žilině a zároveň na Ministerstvu vnitra vznikla Komise pro koordinaci postupu proti extremismu.
Týden po vraždě se na jejím místě uskutečnil protest asi 5 000 lidí a Michal Kaščák uspořádal koncert s názvem Zastavme neonacisty. 23. února 2006 otec Daniela Tupého Daniel Tupý st. odhalil před budovou Univerzity Komenského pamětní desku věnovanou svému synovi.
Rok po smrti se uskutečnila vzpomínková akce na Náměstí Andreje Hlinky v Žilině za účastí umělců, mezi jinými Metalindy, Odyssey a zpěváka Petra Končeka. V Bratislavě byla na místě vraždy pokřtěna Tupého básnická sbírka Ticho po andělovi (básně a myšlenky z pozůstalosti).

## Dílo
V roce 2006 mu posmrtně vyšla sbírka básní, Ticho po andělovi (básně a myšlenky z pozůstalosti). Knihu sestavil Daniel Hevier a vydalo ji Vydavatelství Univerzity Komenského.